# Комэйто
Комэйто (яп. 公明党 Ко:мэйто:, Партия чистой политики; англ. New Komeito) — правоцентристская политическая партия Японии, образованная буддистской организацией Сока Гаккай. Существующая ныне партия Комэйто была сформирована в результате слияния прежней партии Комэйто и партии Нового мира 7 ноября 1998 года.
Основной лозунг партии Комэйто: «Благо людей — цель политики». Этой цели в партии добиваются путём заботы о народе и всеобщем уважении. Основными задачами партии являются: децентрализация власти, борьба с бюрократией, повышение прозрачности финансовых потоков и также расширение автономии префектур путём повышения роли частного сектора. Во внешней политике партия придерживается пацифистского курса: требует отказаться от использования ядерного оружия и избегать военных конфликтов. Таким образом, партия надеется принести «рассвет цивилизованного общества».
Ранее у Комэйто был предшественник — одноименная буддистская партия, однако с более левой и радикальной идеологией, делавшая упор на пацифизм, оппозиционная Либерально-демократической партии и союзничавшая с социалистами. Она была образована в 1962 году как Лига чистой политики и в 1964 году преобразована в партию Комэйто. Новая партия Комэйто (с более умеренными взглядами) была сформирована в 1998 году в результате слияния Партии чистого правительства (первая партия Комэйто) и партии Нового Мира. Комэйто поддерживает правящую Либерально-демократическую партию. Для Комэйто парламентские выборы 2000 и 2001 годов прошли удачно.
На парламентских выборах 2003—2004 года Комэйто также преуспела, во многом благодаря хорошей организации выборов и высокой явке избирателей. И так как эта партия являлась одной из сторонников курса правящей партии, она имела значительный вес в политической системе Японии. Комэйто делит поддержку избирателей («белых воротничков» и жителей сельской местности) с ЛДП, но также пользуется поддержкой религиозных общин.
Однако 27 июля 2005 года лидер партии объявил о возможности формирования оппозиционной коалиции совместно с Демократической партией Японии в случае, если ДПЯ займёт большинство в палате представителей. 8 августа 2005 года премьер-министр Дзюнъитиро Коидзуми распустил нижнюю палату и потребовал проведения всеобщих выборов из-за провала попытки приватизации компании «Почта Японии», но возможность создания коалиции партий Комэйто и ДПЯ так и не была реализована, так как ЛДП выиграла эти выборы.
На выборах 2007 года в верхнюю палату Комэйто потеряла 3 места и сейчас является меньшинством в этой палате. В 2009 г. ушла в оппозицию вместе с ЛДП. По итогам выборов 11 июля 2010 года партия уменьшила своё представительство в Палате советников с 20 до 19 мест. В Палате представителей партия представлена 21 депутатом. По итогам выборов в Палату советников 2016 года партия получила 13,51 % голосов, что дало ей 5 дополнительных мест в Палате советников, теперь партия занимает 25 мест в верхней палате.